# Stilbometopa fulvifrons
Stilbometopa fulvifrons är en tvåvingeart som först beskrevs av Walker 1849.  Stilbometopa fulvifrons ingår i släktet Stilbometopa och familjen lusflugor. Inga underarter finns listade i Catalogue of Life.